# Liste des seigneurs de Sully
Pour les articles homonymes, voir Sully.
 (avril 2012).

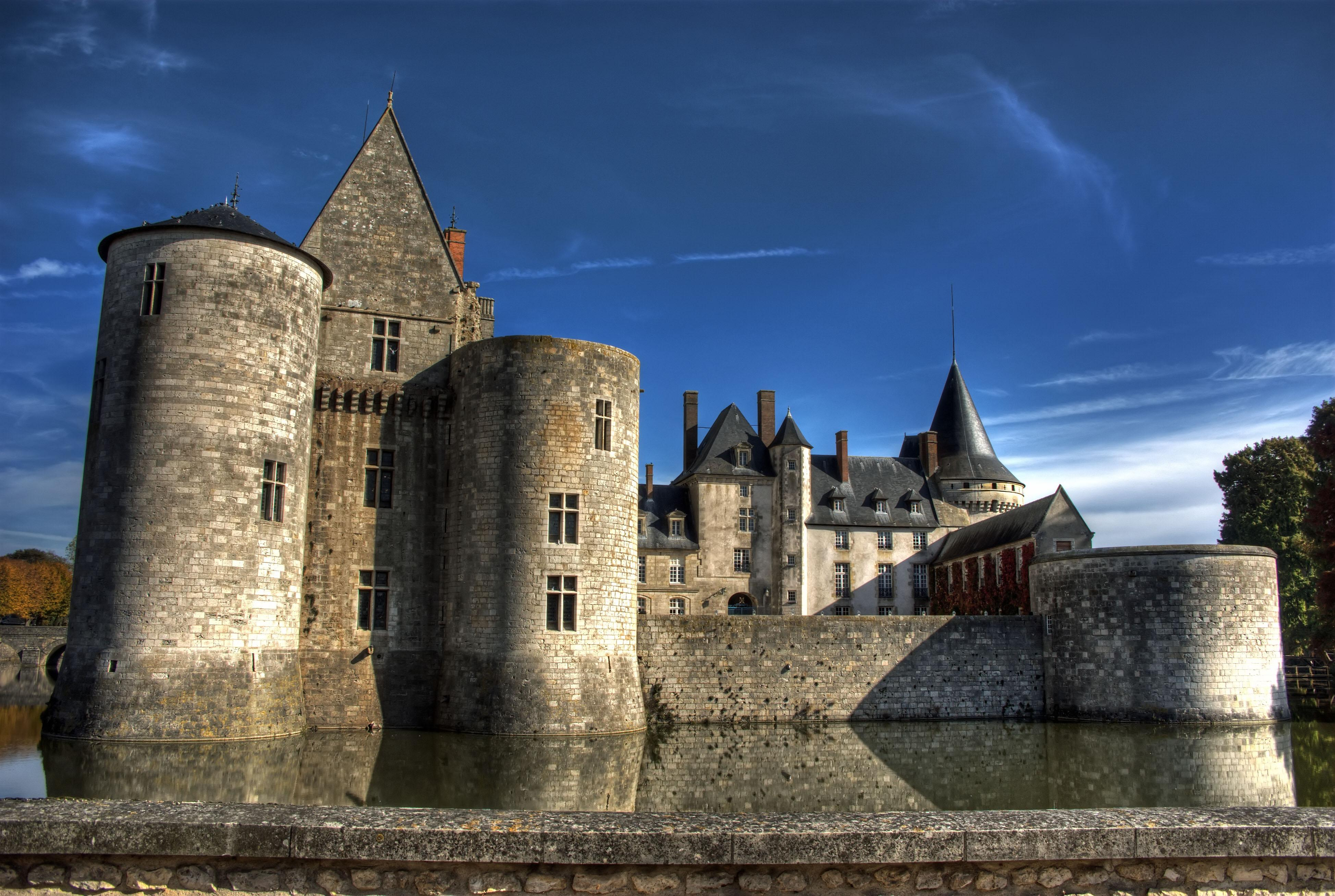
Le château de Sully-sur-Loire.

La liste des seigneurs de Sully présente la liste des seigneurs de la ville française de Sully-sur-Loire située dans l'ancienne province de l'Orléanais (dans l'actuel département du Loiret et la région Centre-Val de Loire).
Le château de Sully-sur-Loire est la demeure des seigneurs de Sully et le centre décisionnel de la baronnie de Sully.
La baronnie est sous la dominance de plusieurs familles successives.

## Liste des seigneurs de Sully ou Seuly
Dans son Histoire de Berry, Gaspard Thaumas de la Thaumassière distingue l'ancienne et la nouvelle Maison de Sully :
- l'ancienne finit en la personne de Gilon, qui a construit le Château de la Chapelle, appelé à cause de son fondateur, la Chapelle Dam-Gilon ;
- la nouvelle a pour auteur Guillaume de Champagne, fils aîné de Henry, dit Étienne, Comte de Blois et de Chartres, et d'Alix d'Angleterre, qui ayant été privé des biens paternels et ayant épousé Agnès, héritière de l'ancienne Maison de Sully, transmit le nom de Sully à sa postérité, qui finit en la personne de Marie de Seuly.

Les seigneurs de Sully ou Seuly sont issus, successivement, de quatre maisons féodales,.

### Maison de Sully
| Nom                            | date de début | date de fin | Notes |
| ------------------------------ | ------------- | ----------- | --- |
| Archambaud Ier (né vers 930)   | Inconnue      | Inconnue    | |
| Héribert (né vers 955)         | Inconnue      | Inconnue    | Également seigneur de la Chapelle. Cité en 981.                                                              |
| Archambaud II (né vers 988)    | idem          | avant 1064  | Épousa une certaine Agnès. Déjà décédé en 1064.                                                              |
| Gilon Ier (ou II) (~1045-1098) | 1064          | 1098        | Seigneur de Sully, de La Chapelle et des Aix-dam-Gilon. Épousa Edelburge, vicomtesse de Bourges, avant 1061. |

Gilon 1er (ou II), avait donné en 1061 la gestion de Bourges à Etienne (On ne connaît pas les liens familiaux les reliant), cependant en 1092 à la suite du mariage de Mahaud de Sully, sa seconde fille, avec Eudes de Dun (Eudes Arpin), il transmet la Vicomté de Bourges à ce dernier.
En 1098, à la mort de Gilon Ier, le fief de Sully passe à sa fille aînée Agnès, qui est au service d'Adèle d'Angleterre. Elle se marie en 1105 avec le fils aîné (et spolié) de cette dernière, Guillaume de Blois, qui devient Guillaume de Sully (Maison de Blois-Champagne).

### Maison de Blois-Champagne
| Nom                                 | date de début | date de fin  | Notes |
| ----------------------------------- | ------------- | ------------ | --- |
| Guillaume Ier de Blois (~1092-1150) | vers 1105     | 1150         | Est le fils aîné, mais déshérité, d'Étienne II de Blois, comte de Blois, Châteaudun, Chartres et Meaux, et d'Adèle d'Angleterre, fille de Guillaume le Conquérant, duc de Normandie et roi d'Angleterre, et de Mathilde de Flandre. Récupère, par son épouse Agnès de Sully, la seigneurie de Sully. |
| Eudes-Archambaud III (~ 1109-1164)  | 1150          | 1164         | Fils du précédent. Il épousa Mahaud, fille de Raoul Ier de Beaugency. |
| Gillon II (ou III) (1133-1193)      | 1164          | 1193         | Fils du précédent. Il épousa Luce, fille d'Ebe (III), seigneur de Charenton-sur-Cher. |
| Archambaud IV (1161-1240)           | 1193          | 23 août 1240 | Seigneur de Sully et de La Chapelle d’Angillon. Épouse dès 1177 Alix (de Brienne, fille d’Erard II et d’Agnès de Nevers ?). (En secondes noces, il épouse Perséis, dame d’Aschères ?). En deuxièmes ou troisièmes noces, il épouse une certaine Marguerite. Mort à Sully le 23 août 1240. |
| Henri Ier (~1188-1249)              | 23 août 1240  | 1249         | Accède à la seigneurie de Sully à un âge avancé, à la mort de son père (1240). Marié à Marie de Dampierre, fille de Guy de Dampierre. |
| Henri II (1224-1269)                | 1249          | 1269         | Seigneur de Sully (après 1249), de La Chapelle et des Aix-Gilon, Meillant et Charenton. Il épouse vers décembre 1251 Péronnelle de Joigny (+ 1282), Dame de Château-Renard, fille de Gauthier de Joigny Seigneur de Châteaurenard et Sénéchal du Nivernais, et d’Amicie de Montfort. |
| Henri III (1254-1285)               | 1269          | 1285         | Seigneur de Sully (1269), bouteiller de France, épouse en 1282 Marguerite de Bommiers, ou Beaumez, (+ 1323), dame de Châteaumeillant, Préveranges et Bellefaye, fille de Robert IV de Bommiers, seigneur de Mirebeau, et de Mathilde de Déols, dame de Châteaumeillant et de Brion (cf. l'arbre Châteauroux), et veuve de Louis de Beaujeu-Montferrand-Montpensier. Mort en 1285 dans la campagne menée par Philippe III en Aragon. |
| Henri IV (1282-1336)                | 1285          | 1336         | Seigneur de Sully (1285), baron de Châlus et de Châlucet, Grand bouteiller de France, Gouverneur du Navarre (1329-1334) par don de Philippe V, Ambassadeur près du Pape Jean XXII (1318), reçoit le château de Lunel, exécuteur testamentaire du Roi en 1321. Il épouse Jeanne de Vendôme, fille de Jean V, comte de Vendôme. |
| Jean II (1313-1343)                 | 1336          | 1343         | Seigneur de Sully à partir de 1336 ; marié à Marguerite de Bourbon, fille de Louis, comte de Clermont puis premier duc de Bourbon. |
| Louis Ier (vers 1333-1382)          | 1343          | 1382         | Marié à Isabeau de Craon. À une fille, Marie, héritière du fief de Sully. |
| Marie (1364-1409)                   | 1382          | 1409         | Unique héritière du fief. Mariée en premières noces avec Guy VI de la Trémoïlle (mort en 1398), puis avec le connétable Charles Ier d'Albret. À sa mort, ses propriétés sont divisées entre les deux familles : le fief de Sully passe à la maison de La Trémoïlle, et les propriétés du Berry à la maison d'Albret. |

### Maison de La Trémoïlle
| Nom                     | date de début | date de fin | Notes |
| ----------------------- | ------------- | ----------- | --- |
| Georges Ier (1384-1446) | 1409          | 6 mai 1446  | Fils aîné issu de premier mariage de Marie de Sully. Hérite du fief. Fut comte de Guînes de 1398 à 1446, comte de Boulogne et d'Auvergne, comte baron et seigneur de Sully, Craon, et de la Trémoille, de Sainte-Hermine, de l'Isle-Bouchard, grand chambellan de France (1428) et compagnon d'armes de Jeanne d'Arc. |
| Louis Ier (1431-1483)   | 6 mai 1446    | 1483        | Fils de Georges de la Trémoïlle. Également seigneur de Craon et de Châteauneuf-sur-Sarthe de 1446 à 1457, vicomte de Thouars et prince de Talmont. |

Louis Ier eut de son mariage légitime (avec Marguerite d'Amboise) un fils, Louis II de La Trémoïlle.
Il eut également un fils bâtard, Jean, né de Jeanne de la Rue, qui fut légitimé en janvier 1485 par lettres du roi Charles VIII. Il reçut de son père une somme d'argent, des fiefs, ainsi que la seigneurie de Sully, en co-administration avec les ducs de la Trémoïlle. Cette seconde branche est nommée "maison de La Trémoïlle de Brêche".

#### Branche des seigneurs de Brêche
| Nom                         | date de début   | date de fin     | Notes |
| --------------------------- | --------------- | --------------- | --- |
| Jean Ier (~1467-1505)       | janvier 1485    | 29 janvier 1505 | Fils bâtard de Louis Ier et de Jeanne de la Rue. Récupère en partie le fief de Sully par légitimation en 1485. Seigneur de (la) Brèche (en face de Sully, sur la rive nord/droite de la Loire). Marié à Charlotte d'Autry, dame de La Brosse. Mort à Milan le 29 janvier 1505.                   |
| Louis Ier (1491- vers 1549) | 29 janvier 1505 | vers 1549       | Fils du précédent. Fut également seigneur de (la) Brèche et, du chef de sa femme, de Chausserose. Marié à Antoinette de Ternant (Ternant et la Motte-Ternant), arrière-petite-fille de Philippe de Ternant, chevalier de l'ordre de la Toison d'Or.                                              |
| Jean II (vers 1528-1562)    | vers 1549       | 12 mars 1562    | Fils du précédent. En premières noces, il épousa Luce d'Autry (morte en 1557), dont deux filles. Il se remaria cette même année avec Marguerite de La Haye, qui lui apporta la baronnie de Dormans, et les seigneuries de Nogent-l'Artaud et de Nesle. Mort assassiné le 12 mars 1562 à Dormans. |

À la mort de Jean II en 1562 le fief de Sully passe dans sa totalité à la maison aînée de La Trémoïlle.

#### Branche aînée de La Trémoïlle
| Nom                     | date de début   | date de fin     | Notes |
| ----------------------- | --------------- | --------------- | --- |
| Louis II (1460-1525)    | 1483            | 25 février 1525 | Fils légitime de Louis Ier. Seigneur de La Trémoille, prince de Talmont ; comte de Guînes, de Bénaon ; baron de Sully, de Montagu, de Craon : 1481-1524, de l'Isle-Bouchard, de Mauléon ; seigneur de l'Île de Ré et de Marans, de Châteauneuf-sur-Sarthe. Fut également premier chambellan du roi, amiral de Bretagne et de Guyenne, et, en 1520, gouverneur de Bourgogne et lieutenant-général de Bourgogne, chevalier de l'Ordre du Roi. Impliqué dans les guerres d'Italie, il mourut à la bataille de Pavie d'un coup d'Arquebuse. |
| François II (1505-1541) | 25 février 1525 | 1541            | Petit-fils de Louis II de La Trémoïlle. Ses titres sont : vicomte de Thouars, prince de Talmont, comte de Taillebourg, comte de Guînes, comte de Benon, baron de Craon, de Royan, de Sully, de L'Île-Bouchard, de Brandois, de Mauléon, de Mareuil, de Marans, de Rochefort, de Sainte-Hermine et de Doué. |
| Louis III (1521-1577)   | 1541            | 25 mars 1577    | Fils du précédent. Il fonde la branche des La Trémoïlle-Laval (sa mère étant issue de cette précédente famille). Outre les titres qu'il hérita de son père, il devient également duc de Thouars en 1563. Fut aussi lieutenant général de Poitou et de Saintonge en 1560. |
| Claude (1566-1604)      | 25 mars 1577    | 1602            | Idem. Vend en 1602 la baronnie de Sully à Maximilien de Béthune, dit Sully. |

### Maison de Béthune (ducs de Sully)
| Nom                                              | date de début    | date de fin      | Notes |
| ------------------------------------------------ | ---------------- | ---------------- | --- |
| Maximilien de Béthune (1559-1641)                | 1602             | 22 décembre 1641 | Célèbre ministre d'Henri IV, il acheta la baronnie de Sully en 1602, élevée au rang de duché en 1606. Portait les titres de baron (1578) puis marquis de Rosny (1601), baron (1602) puis duc et pair de Sully (1606), prince souverain d'Henrichemont et de Boisbelle (1605), marquis de Nogent-le-Rotrou (1624), comte de Moret et de Villebon (1624), et vicomte de Meaux (1627). |
| Maximilien III François (1615-1662)              | 22 décembre 1641 | 1662             | Petit-fils du précédent. 2e duc de Sully et 3e marquis de Rosny, prince d'Henrichemont et Boisbelle, gouverneur de Mantes. |
| Maximilien IV Pierre (1640-1694)                 | 1662             | 1694             | Fils du précédent. 3e duc de Sully et 4e marquis de Rosny, prince d'Henrichemont et Boisbelle, gouverneur de Mantes, comte de Gien. |
| Maximilien V Pierre-François-Nicolas (1664-1712) | 1694             | 1712             | Idem. Mort sans postérité. 4e duc de Sully |
| Maximilien VI Henri (1669-1729)                  | 1712             | 1729             | Frère du précédent. Sans postérité. 5e duc de Sully |

À la mort de Maximilien VI Henri en 1729, le duché de Sully passe à la branche cadette, issue du second fils de Maximilien de Béthune.
| Nom                                        | date de début | date de fin | Notes                                                                                             |
| ------------------------------------------ | ------------- | ----------- | ------------------------------------------------------------------------------------------------- |
| Louis Pierre Maximilien (1685-1761)        | 1729          | 1761        | 6e duc de Sully Arrière-petit-fils du second fils de Maximilien I de Béthune, Francois de Béthune |
| Maximilien VIII Antoine Armand (1730-1786) | 1761          | 1786        | Cousin du précédent. 7e duc de Sully                                                              |
| Maximilien IX Gabriel Pierre (1756-1800)   | 1786          | 1800        | Fils du précédent. 8e duc de Sully                                                                |
| Maximilien X (1784-1807)                   | 1800          | 1807        | 9e et dernier duc de Sully.                                                                       |

## Généalogies

### Maison de Sully
- Archambaud Ier, Seigneur de Sully
  - Héribert Seigneur de Sully et de La Chapelle (cité en 981).
    - Gilon Ier, son fils aîné (parfois ignoré des généalogies, qui sautent cette génération).
    - Archambaud II, Seigneur de Sully (+ avant 1064), épouse Agnès ?
      - Humbaud, renonce à ses droits en faveur de son frère cadet ; abbé de Saint-Benoît-sur-Loire - charte 1070 (+ après 1064).
      - Gilon II (ou Ier), Seigneur de Sully, La Chapelle et des Aix-Dam-Gilon (+ 1098) épouse Edelburge vicomtesse de Bourges, fille de Geoffroi IV de Bourges.
        - Mahaut/Mathilde de Sully, héritière de Bourges, vicomtesse de Bourges, morte en 1101 épouse Eudes Arpin de Dun († 1109), vicomte de Bourges du fait de sa femme. En 1101, il vend Bourges au Roi Philippe Ier afin de financer son départ pour la croisade : il est capturé à la bataille de Rama en 1102, et de retour en France, il devient moine à Cluny et prieur de La Charité[8].
        - Agnès de Sully, héritière de la maison de Sully, épouse en 1095 Guillaume de Blois, dit de Sully (né vers 1090, † vers 1150), fils aîné d'Étienne II de Blois et d'Adèle d'Angleterre, fille de Guillaume le Conquérant ; déshérité par son père de la succession de Blois-Champagne, sans doute car jugé inapte mentalement ; frère aîné du comte de Blois et de Champagne Thibaut IV et du roi Étienne d'Angleterre.

      - Eudes
      - Geofroy
      - Hodierne
      - Hirante

    - Humbaud

  - Archambaud, archevêque de Tours en 981-1003, et abbé de Fleury.

### Maison de Blois-Champagne
- Guillaume de Blois[9], 1095-1150, petit-fils maternel de Guillaume le Conquérant, prend le nom et les armes de son épouse, Agnès (ou Alix) de Seuly ci-dessus, Dame de Seuly, de La Chapelle et des Aix-Gilon (on y associe Ivoy, Jars, Maupas et Morogues, Méry, Boisbelle, Beaujeu dit -en-Berry ou -en-Sancerrois : en fait au Pays Fort), avec qui il a plusieurs enfants :
  - Eudes-Archambaud III, vers 1150-1163, épouse Mahaud, fille de Raoul Ier de Beaugency et de la capétienne Mathilde/Mahaut de Vermandois
    - Gilon III (ou II) de Sully, 1163- vers 1190/1195, épouse Luce de Charenton, fille d'Ebbes III (ou V) de Charenton (d'où les droits sur Orval, Bruère, le castel de Saint-Amand et Montrond, Epineuil et Vallon, Blet, Ainay, droits échus à la succession/partage de la seigneurie de Charenton en 1249)
      - Archambaud IV de Sully (+ 23/08/1240), Seigneur de Sully et de La Chapelle d’Angillon, épouse dès 1177 Alix (de Brienne, fille d’Erard II et d’Agnès de Nevers ?). (En secondes noces, il épouse Perséis, dame d’Aschères ?). En deuxièmes ou troisièmes noces, il épouse Marguerite.
        - Henri Ier de Sully (° ~1200 + dès 06 février 1248), Seigneur de Sully (après 1234), de La Chapelle et des Aix-Gilon, Comte de Dreux (par sa 2de femme), épouse 1°) vers 1220/1223 Marie de Dampierre dite "de Bourbon" (+ dès 1236), fille de Guy II de de Dampierre et de Mahaud de Bourbon, veuve avec postérité d'Hervé II de Vierzon, et 2°) vers 1237 Aénor de Saint-Valéry (°1192 + 08 mars 1251), Dame de Saint-Valéry, Ault, Gamaches et Saint-Aubin, fille de Thomas de Saint-Valéry et d’Alix de Ponthieu, veuve avec postérité de Robert III «Gastebled», comte de Dreux.
          - Henri II de Sully (° 1224, † Tagliacozzo, Italie 1269), Seigneur de Sully (après 1248), de La Chapelle et des Aix-Gilon. Il épouse vers décembre 1251 Péronnelle de Joigny (+ 1282), Dame de Château-Renard, fille de Gauthier de Joigny Seigneur de Châteaurenard et Sénéchal du Nivernais, et d’Amicie de Montfort ; veuve de Pierre Ier de Courtenay, Seigneur de Conches, Mehun-sur-Yèvre, Nonancourt, Charny, Selles-sur-Cher
            - Henri III de Sully († en Aragon en 1285 dans la campagne menée par le roi Philippe III), Seigneur de Sully (1269), bouteiller de France, épouse en 1282 Marguerite de Beaumez (+ 1323), Dame de Préveranges et Bellefaye, de Châteaumeillant et de Brion, fille de Robert IV de Bommiers (B(e)aumetz), seigneur de Mirebeau, et de Mathilde de Déols, dame de Châteaumeillant et Brion (voir l'article Châteauroux) ; veuve avec postérité de Louis Ier de Beaujeu-de Montpensier-Montferrand
              - Henri IV de Sully (+ 1334 ou après), Seigneur de Sully (1285), Grand bouteiller de France, Gouverneur du Navarre (1329-1334), reçoit les châteaux de Lunel (01/1318), de Châlus et de Châlucet en cadeau de Philippe V, dont il est nommé exécuteur testamentaire en 1321. Ambassadeur près du Pape Jean XXII (1318). Il épouse Jeanne de Vendôme, fille de Jean V, comte de Vendôme, et d’Eléonore de Montfort-Castres.
                - Jean II de Sully (+ 1343), Seigneur de Sully (1334), La Chapelle d’Angillon (18), Châlus et Châlucet ; épouse (c.m. le 06 juin. 1320) Marguerite de Clermont (Bourbon) (° ~1313 + 1362), fille de Louis Ier de Bourbon, comte de Clermont puis duc de Bourbon, et de Marie de Hainaut-Avesnes ; Marguerite épouse en 2ndes noces Hutin de Vermeilles, seigneur de Vermeilles-en-Picardie (Vermelles), conseiller & Chambellan du Roi
                  - Louis Ier de Sully (+ 1382), Seigneur de Sully (1343), La Chapelle-d’Angillon, Les Aix, Châlus et Noirmoutier, épouse Isabeau de de Craon (+ 1394), Dame de Craon, Sainte-Maure, Nouâtre, Pressigny et Verneuil-sur-Indre, fille de Maurice IV, seigneur de Sainte-Maure, et de Marguerite de Mello ; veuve de Gui XI de Laval. Sœur héritière d'Amaury IV, fille d'Amaury VI ou VII, et petite-fille d'Amaury III de Craon
                    - Marie de Sully († Pau, 1409), Dame de Sully, Craon, Orval, de La Chapelle et des Aix Dam-Gilon, de Saint-Gondon, Châteaumeillant, Bruieres sur Cher, d'Epineuil, de Corberin, de Châlucet, Sainte-Hermine, Prahecq, Lussac, de Champagne, Bois de Chisay (à Chizé), de Mont-rond, Souveraine de Boisbelle, Comtesse de Guînes. Elle marque la fin de la branche aînée de la Maison de Sully. Elle est accordée en mariage le 27 juillet 1387 avec Charles de Berry, fils de Jean de France, Duc de Berry ; mais ce Prince étant mort avant le mariage, elle épouse Guy VI de La Trémoille (° 1343 + Rhodes, 1398), comte de Guînes, fils de Gui V et de Radegonde Guénand. Épouse en 3es noces (25 ou 27 janvier 1400) Charles Ier d'Albret (+X 25/10/1415 (Azincourt), comte de Dreux, vicomte de Tartas, baron de Sully, connétable de France.

                  - Béatrix de Sully, épouse Amauri (Aymeri) VI Manrique de Lara (+ 1388), vicomte de Narbonne, fils d’Amaury V, vicomte de Narbonne
                  - Henriette de Sully, x Jean de Melun de La Loupe et de La Salle-lès-Cléry, † vers 1363, arrière-petit-fils du maréchal Simon de Melun ;

                - Philippe de Sully († vers 1320), Seigneur de La Chapelle d’Angillon, épouse (1320) Jeanne d'Harcourt, Dame d’Avrilly, fille de Raoul III d'Harcourt d'Avrilly ; remariée en 1327 à Amaury de Meulan, Seigneur de Neufbourg, La Queue et Gournay, fils de Waleran et de Jeanne de Bouville.
                - Mahaut de Sully (+ avant 1344), épouse (cm. 04 septembre 1318) Jean II de Lévis (° dès 1298), Seigneur d’Ambleville et Mirepoix, fils de Jean 1er de Lévis et de Constance de Foix ;
                - Marie de Sully (+ ~1344), épouse (03 mai 1318) Robert VII Bertrand (+ 1348), chevalier, baron de Bricquebec, vicomte de Roncheville, Maréchal de France (1325)
                - Marguerite de Sully (° ~1346 + après 1375), épouse (janvier 1319) Joffroi IV (+ 1375), Seigneur d'Apremont et de Dun)
                - Aliénor de Sully, épouse 1° (15 mars 1325) Guillaume, seigneur de Lignières, vicomte de Méréville, fils de Jean III et de Florie de Jarez) (mort avant la noce ?) ; épouse en 2de noces Vivien, Seigneur de Barbezieux et Jonzac (et peut-être 3° Gaston Ier de Lévis de Léran, frère cadet de Jean II de Lévis qu'on vient de rencontrer ?)
                - Jeanne de Sully (+ 1385), Dame de Corbigny et Brion, épouse (11 avril 1336) Jean Ier, Vicomte de Rochechouart († 19 septembre 1356 à Poitiers), Seigneur de Tonnay-Charente : le vicomte Jean II de Rochechouart rencontré plus bas est leur petit-fils
                - Agnès de Sully, épouse Thomas II de Bruyères et Puivert (vers 1315-1371), fils de Thomas Ier de Bruyères et de d'Isabelle de Melun (elle-même fille d'Adam IV de Melun et Jeanne de Sully dame de Maupas, Jars et Ivoy, vus plus bas)
                - Jeanne de Sully, religieuse à Longchamp
                - Isabelle de Sully, religieuse à Longchamp

              - Pernelle de Sully (+ après 09 janvier 1336), épouse 1°) en février 1296 Geoffroi II de Lusignan (+ 1305) vicomte de Châtellerault, seigneur de Jarnac et Châtel-Archer, fils de Gui de Lusignan, seigneur de Jarnac, et de Jeanne de Châtellerault. Épouse en 2d noces (janvier 1308) le comte Jean II «Le Bon» de Dreux (° 1265 + 1339), comte de Dreux (d'où les vicomtes de Thouars, fondus en 1397 dans la Maison d'Amboise puis en 1446 dans les La Trémoïlle sires de Sully ci-dessous) et de Braine, fils de Robert IV de Dreux et de Béatrix, comtesse de Montfort.

            - Jean (Ier) de Sully (+ ~1281), épouse Jeanne ? ; il semble associé en 1269-1281 à son frère aîné Henri III
            - Jeanne de Sully (+ 04 mai 1306), Dame de Jars, Ivoy-le-Pré (avec (la) Mal(e)voisine et Bréviande), Saint-Maurice, Maupas, épouse dès 1280 Adam IV de Melun (+ 1305), vicomte de Melun, Seigneur de Montreuil-Bellay, fils d’Adam III, vicomte de Melun, seigneur de Montreuil-Bellay, et de Gertrude dite «Comtesse» de Sancerre, dame de Marcheville et de La Loupe. Maximilien de Béthune, 1er duc de Sully, est dans leur descendance. Mais les fiefs de Maupas et Morogues, Jars, Ivoy avec Bréviande et Malevoisine sont allés à un autre descendant, le vicomte Jean II de Rochechouart († 1413), par ailleurs petit-fils de Jean Ier de Rochechouart et Jeanne de Sully, dame de Corbigny et de Brion, vus plus haut

        - Jean de Sully (+ 1273), Archevêque de Bourges
        - Guillaume de Seuly, sire d'Argent et Clémont, fl. en 1223/1225 ;
        - Guy de Sully (+ 05 mars 1280), Prieur des Dominicains de Paris puis Archevêque de Bourges

      - Simon de Sully, archevêque de Bourges en 1218-1232, cardinal en 1227
      - Philippe, chanoine/chantre de Bourges
      - Bernard, évêque d'Auxerre en 1234-1244, †1247 ;
      - Alix, possible épouse de Guigues III,comte de Forez
      - Eudes Ier de Seuly, Seigneur de Beaujeu, de La Chapelote et de Blet, †ca. 1218 : d'où la branche des Sully, sires de Beaujeu, La Motte-Sully à Beaujeu[10], La Chapelote, Blet, Ainay ; aussi seigneurs de Sancergues et d'Erry (avec La Cordille à Herry) (par mariage et succession des Montfaucon-en-Berry, comme pour La Grange à St-Bouize, Eudes Ier de Sully-Beaujeu épousant vers 1194 sa petite-cousine Aénor/Eléonore de Montfaucon ci-dessous, une nièce de Gilon III) ; puis, par les unions au XIVe siècle de Guy/Guyon Ier et son fils Guy/Guyon II de Sully-Beaujeu ci-dessous : aussi seigneurs de Vouillon, Saint-Août, Buxières, Cluis-Dessus, la Motte-Feuilly, Bouesse, et de Magnac ; aussi seigneurs de La Motte-Josserand ; enfin sires de Cors, Romefort et Sacierges.

    - Henri, archevêque de Bourges en 1183-1199/1200, cardinal en 1186
    - Eudes/Odon, évêque de Paris en 1197-1208 (sans parenté avec son prédécesseur le célèbre évêque Maurice de Sully)
    - Adeline de Seuly, x Raoul VI de Déols-Châteauroux, † à Ravenne en 1176
    - Agnès de Seuly, x Renaud Ier de Montfaucon-en-Berry et Sancergues : leur petite-fille est Aénor de Montfaucon ci-dessous

  - Raherius/Raoul, abbé de Cluny en 1173-1176, prieur de la Charité
  - Henry de Sully, abbé de Fécamp en 1140-1187
  - Marie/Marguerite († 1145 ; x Henri Ier comte d'Eu)
  - Elisabeth/Isabelle, abbesse de Caen en 1127, † 1128

#### Branche des Seigneurs de Beaujeu (à Sens-Beaujeu) de la Maison de Seuly
- Eudes Ier de Seuly, Seigneur de Beaujeu, de La Chapelote et de Blet, †ca. 1218 : d'où la branche des Sully, sires de Beaujeu, La Motte-Sully à Beaujeu[10], La Chapelote, Blet, Ainay ; de Sancergues et d'Erry (avec La Cordille à Herry) (par mariage et succession des Montfaucon-en-Berry, comme pour La Grange à St-Bouize, Eudes Ier de Sully-Beaujeu épousant vers 1194 sa petite-cousine Aénor/Eléonore de Montfaucon ci-dessus) ; puis, par les unions au XIVe siècle de Guy/Guyon Ier et son fils Guy/Guyon II de Sully-Beaujeu ci-dessous : seigneurs de Vouillon, Saint-Août, Buxières, Cluis-Dessus, la Motte-Feuilly, Bouesse, et de Magnac ; aussi seigneurs de La Motte-Josserand ; enfin sires de Cors, Romefort et Sacierges.
  - Eudes II de Seuly († avant 1258), Seigneur de Beaujeu, La Chapelotte, Erry et Blet, fils d'Eudes Ier, marié 1° à Marguerite de Nemours d'Obsonville, puis 2° à Sédille fille de Renaud/Renoul II ou III de Culan et Châteauneuf ;
    - 
      - Gilon (Gilles) de Sully (+ ~1258), Seigneur d’Obsonville, épouse (avant décembre 1249) Mahaut de Dannemois (+ 08/02/1276), fille de Baudouin de Dannemois, bailli de Cotentin (~1230), et d’Emmeline (et/ou selon d’autres sources (Moréri), Jeanne du Châtel) ; Sans postérité
      - Eudes III de Sully († après 1284), fils d'Eudes II et de Sédille de Culan, Seigneur de Beaujeu, La Chapelotte, Blet, Erry, La Motte-Sully, La Cordille et La Grange ; marié vers 1275 à Marguerite de Milly († vers 1286), fille de Geoffroy III de Milly-en-Gâtinais
        - Gilles (Gilon) Ier de Sully († vers 1345/1348), Seigneur de Beaujeu, Blet et d'Ainay-le-Vieil. Épouse Jeanne de Paray (Perroy) (La Motte-Josserand) (+ après 1351), fille de Jean de Paray, Seigneur du Grosseaulne et de Fontjudas.
          - Guion (Guy) Ier de Sully (+ après 1354, avant 29 juin 1363), Seigneur de Beaujeu, Ainay-le-Vieil, La Chapelotte, Sancergues, et par sa femme de Vouillon, Saint-Août, Buxières-d'Aillac. Épouse dès 1327 Marie de Chauvigny (+ après 1377), Dame de Buxières-d’Aillac, Vouillon, Saint-Août, Cluis-Dessous et Saint-Denis-de-Jouhet, fille de Guillaume III de Chauvigny dit «Dent de May» (+ 1332), Seigneur de Déols, Châteauroux, Cézy, et Cluis-Dessous, et de Jeanne de Vendôme (+ 1317), Dame de La Chartre et de Bomez ?.
            - Guion (Guy) II de Sully († avant 1391), Seigneur de Beaujeu, Ainay-le-Vieil, La Chapelotte, Buxières-d'Aillac, Cluis-Dessous, Bouesse et Magnac. Fortifie son château de Beaujeu (1373). Épouse vers 1374 Belle-Assez de Magnac, dame de Magnac, et par son mariage de Cluis-Dessous, Bouesse, Buxières-d'Aillac
              - Adenet de Sully (+ peu après 06 juin 1397), Seigneur de Beaujeu
              - Geoffroy de Sully (+ après 14 juin 1429), Chevalier, Seigneur de Beaujeu, Ainay-le-Vieil, Magnac, Cluis-Dessous, Buxières-d'Aillac, Bouesse, Beaulieu et Guay-Le-Vieil. Épouse Catherine de Veaucé (+ ~1400), fille de Pierre II «Le Borgne», Seigneur de Veaucé, Le Châtellar, Bagneux et Saint-Augustin et de Jeanne de Varigny.
                - Philippa de Sully, Dame de Beaujeu et de Maupas, épouse Simon de Rochechouart, Seigneur d’Ancourt, Jars, Maupas Morogues et Ivoy en Berry, fils cadet de Jean II, vicomte de Rochechouart (+ avant 1413), Seigneur de Tonnay-Charente, Caverlhac, Pensol, et d’Aenor de Mathefélon (+ 1419), Dame d’Entrammes ; arrière-petit-fils d'Henri IV de Sully ci-dessus. Par ce mariage, les fiefs des Seigneurs de Beaujeu passent en la maison de Rochechouart. Leur fille Philippa de Rochechouart transmet à son tour ces fiefs à son mari Jean de Mesnil-Simon, qui déplacera le Château du "Vieux Beaujeu" dans la paroisse voisine de Sens pour faire construire le nouveau Château de Beaujeu.
                - Marie de Sully (+ avant 1432) épouse Jacques de Brachet (+ avant 1432), Ecuyer, Seigneur de Peyrusse et Salagnac, Chambellan du Roi, Sénéchal du Limousin, fils de Jean de Brachet (+ avant 1432), baron de Magnac, seigneur de Peyrusse, Montaigut-Le-Blanc et Saint-Valéry en partie, et de Marie de Vendôme (+ après 1432), Dame de Fondmoreau et de Charost.
                - Jeanne de Sully, Dame de Fontmorante, épouse 1°) ? de Murat et 2°) René Pot de Rhodes (+ 1455/56), Seigneur de Rhode, fils de Louis Pot de Rhode (° ~1368 + après 1390) et de Dauphine de Bonnelles, Dame de Chassingrimont.
                - Marguerite de Sully (+ après 1424), épouse 1°) Jean de Graçay, fils de Jean de Graçay, Seigneur de Maison-Fort, et de Jeanne de Guisay. En secondes noces, épouse Philippe de Morel.
                - Belle-Assez de Sully (+ ~1453), Dame de Cluis-Dessus, Bouesse, Magnac (en partie), épouse vers 1430 Charles de Culant (+ 06/1460), Seigneur de Culan, Le Chalard, Châteauneuf, Saint-Désiré, Cluys-Dessus, La Crête et Jalognes, Grand-Maître de l’hôtel du Roi, conseiller & Chambellan du Roi, Grand maître de France, Gouverneur de Mantes, Chartres & Paris. Fils de Jean de Culan (+ 1413 ; frère aîné de l'amiral Louis de Culant), Seigneur de La Crête et de Marguerite de Sully (branche de Romefort).

              - Belle-Assez de Sully, x son cousin Guillaume de Thianges du Creuzet, fils de Philibert et d'Alix de Sully ci-dessous

            - Guillaume Ier de Sully (+ 17/04/1406), Seigneur de La Chapellotte et Saint-Août puis de Vouillon. Épouse 1°) Yseult de Céris, Dame de Varennes et Orfons, fille de Jean de Céris. En secondes noces, il épouse (~1385) Isabeau de Maligny (alias Marigny) (+ après 09/11/1390), fille de Gilles de Marigny, seigneur de Maligny, Echanson du Roi, et de Marguerite d’Argenteuil. Tige de la branche des seigneurs de Cors et de Romefort, branche de Vouillon.
            - Geoffroi de Sully, Seigneur de Vouillon (sans postérité).

          - Gilles de Sully (+ dès 1351), Chevalier, Seigneur de La Motte-Josserand et de Beaumont
            - Jeanne de Sully
            - Jean de Sully, Ecuyer
            - Marguerite de Sully, Dame de La Motte-Josserand, épouse Alexandre de Basoche, écuyer, seigneur de La Motte.

          - Alix de Sully (° ~1340 + 02 juillet 1399), Dame de Blet et Bonault, épouse 1°) dès 1363 (~1360 ?) Pierre de Saint-Quintin (+ avant 1385 ou dès 1382 ?), Chevalier, Seigneur de Saint-Quintin, Sénéchal de la Marche, fils de Gauvain Saint-Quintin (+ dès 1363), Chevalier et de Marguerite de Pontgibaut. En secondes noces, elle épouse (dès 1382 ou 1392) Philibert de Thianges (+ après 04/05/1407), Chevalier, Seigneur du Creuzet et de Paray-le-Frésil, Le Breuil-Eschart, fils d’Erard de Thianges, Seigneur de Giry en partie (~1366), et de Jeanne de Fontenoy (ou Fontenay), dame du Breuil-Eschart, Le Creuzet et Paray-Le-Frésil (en partie, ~1350).

        - Adenet de Sully (+ avant 1301), Seigneur de Blet, épouse Héloise de La Motte
        - Pierre Ier de Sully (+ après 1342), Seigneur d’Erry et de Sancergues, épouse Jeanne de Courtenay, ce qui donnera la branche d’Erry & de Sancergues.
        - Eudes de Sully, Seigneur de La Motte-Sully (à Beaujeu), La Cordille (à Herry) et La Grange, épouse ~1295 ? de Trévilly, fille de Simon de Trévilly et de Marguerite de Tronçois.
          - Marguerite de Sully † après 1336), épouse Guillaume V de Saligny (alias Châtel-Perron), Seigneur de Saligny et du Roudon, et de Randan
            - Guillaume III de Châtel-Randan (sans postérité)

          - Aénor de Sully († après 1336), Dame de La Motte-Sully et de La Cordille, épouse Hugues de Saligny (alias du Châtel), frère de Guillaume V ci-dessus : cf. Château de Randan

        - Jean de Sully, chanoine et Doyen de Meun
        - Agnès de Sully
        - Aénor de Sully
        - Marguerite de Sully

      - Françoise de Sully (+ peu avant 30 septembre 1329), Dame de Bois-Gibault (à Tracy ?), épouse ~ 1270 Guillaume V (+ ~1281), seigneur de Milly, fils de Geoffroy III de Milly-en-Gâtinais et d’Eléonore de Sancerre (et donc le frère de Marguerite de Milly, la femme d'Eudes III). Sans postérité.

#### Branche des Seigneurs d'Erry et de Sancergues de la Maison de Seuly
- Pierre Ier de Sully (+ après 1342), Seigneur d'Erry et de Sancergues, épouse Jeanne de Courtenay (est-ce une fille de Jean Ier de Courtenay-Champignelles et Jeanne de Sancerre-St-Brisson ?)
  - Pierre (II) de Sully, Seigneur d’Erry et de Sancergues
    - Jeanne de Sully, dame d'Herry, de Montaulieu et de Sancergues, qui épouse Jean II de Plancy (+ avant 1362), Seigneur de Plancy, Rigny-le-Ferron, Praslin et Lantages, Brion et Viapres. Postérité : par exemple chez les Joinville-Vaucouleurs et les Grancey-Larrey

#### Branche des Seigneurs de Cors et Romefort de la Maison de Seuly
Guillaume (Ier), † 1406, frère de Guyon II ; seigneur de Vouillon, La Chapelotte, St-Août, d'où plus tard les seigneurs de Cors, Sacierges et Romefort.
- Guillaume (Ier) de Sully (+ 17/04/1406), Seigneur de La Chapelotte et de Saint-Août puis de Vouillon. Épouse 1°) Yseult de Céris, Dame de Varennes et Orfons, fille de Jean de Céris. En secondes noces, il épouse (~1370-1385) Isabeau de Maligny (alias Marigny) (+ après 09/11/1390), fille de Gilles de Marigny, seigneur de Maligny, Echanson du Roi, et de Marguerite d’Argenteuil. Tige de la branche des seigneurs de Cors et de Romefort, branche de Vouillon.
  - Iseult de Sully (fl 1390), fille de Guillaume (Ier) et d'Yseult de Céris, Dame de Varennes, épouse (1373) Louis, seigneur du Peschin et de Levroux, d'où Postérité : cf. Châteauroux et Levroux)
  - Guillaume (II) de Sully (+ avant 1410), fils de Guillaume (Ier)' et d'Yseult de Céris
  - Marie de Sully (fl 1380), fille de Guillaume (Ier)' et d'Yseult de Céris
  - ? de Sully, fille de Guillaume (Ier)' et d'Yseult de Céris, Dame de Cors ép. Gui de Chanac
  - Guillaume (III) de Sully (fl 1418), Seigneur de La Chapelotte, Saint-Août et Vouillon, épouse ?
    - Guyon (Ier de Sully († 1426), Seigneur de La Chapelotte, Vouillon et Saint-Août, épouse (1422) Jeanne de Prie-Buzançais-Gargilesse, Dame de Cors
      - Georges de Sully (° ~1424 + 1496), Seigneur de Cors, et de Romefort par achat en 1452 à Charles de Culant ci-dessus et ci-dessous, cousin germain de son père Guyon de Sully (et son propre cousin issu de germain par alliance) ; épouse (1455) Antoinette de Châteauneuf.
        - Guyon II de Sully (fl 1521), Seigneur de Romefort, Cors et Gargilesse, épouse (1503) Jeanne de Carbonnel, dame de La Guerche. Il cède en 1506 Romefort à son frère Jean
          - Jean de Sully
          - Anne de Sully
          - Antoine de Sully + jeune
          - Françoise de Sully (+ après 1528), dame de Cors, épouse 1°) (1522) Philibert de Saint-Romain, seigneur de Lurcy ; 2°) x Pierre III d'Aumont, Seigneur de Châteauroux (Postérité : arrière-grands-parents du maréchal-duc Antoine d'Aumont de Rochebaron) ;

        - Catherine de Sully (+ après 1516), épouse (~1475) Louis Martel, seigneur de La Godinière (à Rilly ?)
        - Jean de Sully (+ 1534), Seigneur de Romefort et Ruffec, épouse (dès 1531) Marie du Moulin, dame de Bris
          - Antoine de Sully (+ après 1597), Seigneur de Romefort ((1/2, 1566-1597), épouse Françoise du Genest. Antoine, ne respectant pas les accords du bail de 1553, se voit confisquer sa seigneurie de Romefort par arrêt de justice du 18/11/1597 au profit de Jean Secondat.
            - Hérard de Sully (+ avant 1609), Seigneur de Jeu et La Font, épouse inconnue
              - Audouin de Sully (+ avant 1609)

            - Françoise de Sully (fl 1609), Dame de La Font, épouse ? de La Touche-Mornay
            - Catherine de Sully (+ après 1596), épouse Gilbert d’Assigny

          - Louise de Sully (+ après 1560), Dame de Romefort (1/4), épouse (dès 1544) Olivier Guérin, seigneur de La Beausse. Avec sa sœur Marguerite, elle vendent en 1584 leurs parts de Romefort à Pierre Secondat pour 8 845 £
          - Marguerite de Sully, Dame de Romefort (1/4), épouse 1536 René Coigne, seigneur de Marteau
          - Madeleine de Sully (+ après 1566), Dame de Romefort (1/4), épouse 1°) Gabriel Coigne, seigneur de La Roche ; épouse 2°) (1559) Pierre Vouhet, seigneur de Fontange(s). Madeleine vend en 1566 sa part de Romefort à son frère Antoine.

        - Georges de Sully (+ ~1498)
        - François de Sully (fl 1499), religieux à l’Abbaye de Fontgombault
        - Girard de Sully (+ 1484), Abbé de Saint-Médard de Soissons
        - Isabelle de Sully (+ 1547), épouse René 1er de Vaucenné, seigneur de Vaucenné

      - Guillaume (IV) de Sully (° ~1425/26 + après 1490), Seigneur de Vouillon, épouse Marguerite, fille d'Edouard de Beaujeu-Amplepuis-Lignières.

#### Branche des Seigneurs de Vouillon de la Maison de Seuly
- Guillaume (IV) de Sully (° ~1425/26 + après 1490), Seigneur de Vouillon, épouse Marguerite de Beaujeu.
  - Edouard de Sully (+X 1513, éxec.), Seigneur de Vouillon, condamné sous le règne de Louis XII (pour trahison ?) (ses biens sont confisqués par arrêt de 1513)
  - Louise de Sully (+ 1499), épouse (19 février 1487) Philibert de Choiseul (+ 04/08/1504), chevalier, seigneur de Lanques, Gouverneur de Florence (1491), de Bourgogne (1493) puis de Langres, Chambellan du Roi, fils de Guillaume, baron de Clefmont, et de Jeanne du Chastelet
  - Jean de Sully, Seigneur de Vouillon (sans alliance)
  - Pierre de Sully, Seigneur de Vouillon (1527)
    - Antoine de Sully
    - Catherine de Sully

#### Partage des fiefs de l'héritière Marie de Sully
- En sus de Sully-sur-Loire, les seigneuries transmises aux La Trémoille (dont Georges Ier de La Trémoille (1384-1446), fils de Gui VI et de Marie de Sully (héritière de ses parents Louis Ier de Sully et Isabeau de Craon, comme on l'a vu plus haut) ; père de Louis Ier (vers 1429-1483) et grand-père de Louis II ci-dessous) viennent des Craon, et des Lusignan par la mère d'Isabeau de Craon, Marguerite de Mello-Saint-Bris, une petite-fille d'Eustachie de Lusignan (elle-même petite-fille d'Hugues X de Lusignan et de la comtesse-reine Isabelle d'Angoulême). En effet, Marie de Sully était baronne de Sully et de Craon, dame de Sainte-Hermine, de Prahecq, et aussi de Corberia (en Anjou-Maine ; un héritage des Craon ? ; = La Corbière ?). Marie était aussi comtesse titulaire de Guînes[11], dame de Chisay ; et dame de Lussac, par son époux Gui VI de La Trémoille.
- Les d'Albret furent, eux, possessionnés en Berry grâce à une bonne part de l'héritage des Sully. Car Marie de Sully était princesse de Boisbelle, dame d'Argent, de Clémont, de Villezon (près d'Argent et Clémont), des Aix et de La Chapelle d'Angillon, d'Orval, d'Espineuil-sur-Cher (Épineuil-le-Fleuriel), de Montrond, de Dun-Le-Roi, de Château-Meillant, de Saint-Gondom ; et dame de Chalucet.

### Maison de La Trémoille
Louis II de La Trémoïlle (1460-1525 à Pavie) confie Sully en partie à son fils naturel Jean, mais la baronnie de Sully reste à ses descendants légitimes : son petit-fils François (1505-1541 ; fils de Charles de La Trémoïlle, prédécédé en 1515), lui-même père de Louis III (1521-1577) et grand-père de Claude de La Trémoïlle (1566-1604) : ce dernier vendit la baronnie de Sully en 1602 à Maximilien de Béthune (1559-1641), Ier duc et pair de Sully en 1606. Le grand ministre d'Henri IV descendait des anciens Sully : Jeanne de Sully dame d'Ivoy et Maupas ci-dessus, fille d'Henri II de Sully et Pernelle de Joigny-Châteaurenard, épouse vers 1280/1284 Adam IV vicomte de Melun, sire de Montreuil-Bellay < d'où la branche cadette des Melun seigneurs d'Antoing, vicomtes/burgraves de Gand et princes d'Epinoy, issue de leur petit-fils cadet Hugues Ier de Melun d'Antoing (vers 1330-vers 1400), baron de Rosny-sur-Seine par son deuxième mariage avec Béatrix de Wavrin de Beaussart < Anne de Melun de Gand, dame de Rosny, arrière-arrière-petite-fille d'Hugues Ier et Béatrix, est la grand-mère paternelle du Ier duc de Sully, par son mariage en 1529 avec Jean IV de Béthune, fils d'Alpin de Béthune de Locres : parents de François de Béthune, le père du duc.

### Maison de Béthune
- Maximilien de Béthune (Duc de Sully)[1]. Ses descendants sont ducs de Sully jusqu'en 1807, et conservent le château jusqu'en 1962.